# 趙鳳梧
趙鳳梧（1920年—2005年8月15日），聖名多默，原天主教兗州教區主教，獲政府及教廷承認。

## 生平
生於山東省濟寧市的教友家庭，七歲進小修院，1939年入兗州大修院，於1945年晉鐸。1958年被判勞動改造前，他曾服務於兗州主教座堂，並擔任一所教區醫院的院長。
文化大革命期間，他被分派到一個農場勞動。1980年獲釋後回到兗州教區，並於八十年代初期加入聖言會，之後於1988至1993年間，在濟南的聖神修院教授神學。1992年獲推選為兗州教區的教區長，翌年5月18日被祝聖為主教，以填補自文革期間石麟閣主教死後的空缺。2005年8月15日在一次乘坐三輪摩托車進行牧靈訪問時，在滕州市逝世。